# Schnellfahrstrecke Córdoba–Málaga
| Hochgeschwindigkeitszüge im Bahnhof Málaga María Zambrano |                      |                             |                             |
| Streckenlänge: | 155 km               |                             |                             |
| Spurweite: | 1435 mm (Normalspur) |                             |                             |
| Stromsystem: | 25 kV, 50 Hz ~       |                             |                             |
| Maximale Neigung: | 27 ‰                 |                             |                             |
| Minimaler Radius: | 2300 m               |                             |                             |
| Streckengeschwindigkeit: | 300 km/h             |                             |                             |
| Zweigleisigkeit: | durchgehend          |                             |                             |
| |                      |                             |                             |
| \| \| \| SFS von Madrid \| \| \| \| 345,2 \| Córdoba Central \| 129 m \| \| \| \| Río Guadalquivir \| \| \| \| 358.00.0 \| SFS nach Sevilla \| SFS nach Sevilla \| \| \| 5.8 \| Río Guadalquivir \| Río Guadalquivir \| \| \| 7.7 \| La Marota \| La Marota \| \| \| 8.8 \| La Marota \| La Marota \| \| \| 11.6 \| Guadalmazar \| Guadalmazar \| \| \| 34.6 \| Santaella \| Santaella \| \| \| 37.8 \| Arroyo del Salado \| Arroyo del Salado \| \| \| 43.5 \| Río Cabra \| Río Cabra \| \| \| 50.2 \| Ingeniero \| Ingeniero \| \| \| 54.9 \| Río Genil \| Río Genil \| \| \| 61.4 \| Puente Genil-Herrera \| 277 m \| \| \| 75.3 \| Río Yeguas \| Río Yeguas \| \| \| 89.2 \| A 92 \| A 92 \| \| \| 93.1 \| Sierra Humilladero Tunnel \| Sierra Humilladero Tunnel \| \| \| 96.6 \| Antequera-Santa Ana \| 395 m \| \| \| 96.8 \| SFS nach Granada \| SFS nach Granada \| \| \| 97.7 \| Spurwechselanlage Santa Ana \| Spurwechselanlage Santa Ana \| \| \| 100.4 \| Guadalhorce \| Guadalhorce \| \| \| 106.6 \| Gobantes Tunnel \| Gobantes Tunnel \| \| \| 110.8 \| Abdalajís Tunnel \| Abdalajís Tunnel \| \| \| 118.4 \| Arroyo Piedras \| Arroyo Piedras \| \| \| 121.4 \| Alora \| Alora \| \| \| 122.5 \| Arroyo Espinazo \| Arroyo Espinazo \| \| \| 123.4 \| Arroyo Jevar \| Arroyo Jevar \| \| \| 125.0 \| Alora \| Alora \| \| \| 126.5 \| El Espartal Tunnel \| El Espartal Tunnel \| \| \| 128.2 \| Tevilla Tunnel \| Tevilla Tunnel \| \| \| 130.4 \| Gibralmora Tunnel \| Gibralmora Tunnel \| \| \| 133.3 \| Cártama Tunnel \| Cártama Tunnel \| \| \| 135.4 \| Viaduct \| Viaduct \| \| \| 149.5 \| Los Prados \| Los Prados \| \| \| 152.8 \| Tunnel in Málaga \| Tunnel in Málaga \| \| \| 154.5 \| Málaga María Zambrano \| 7 m \| |                      |                             |                             |
| Strecke |                      | SFS von Madrid              | SFS von Madrid              |
| Bahnhof | 345,2                | Córdoba Central             | 129 m                       |
| Brücke über Wasserlauf |                      | Río Guadalquivir            | Río Guadalquivir            |
| Abzweig geradeaus und nach rechts | 358.00.0             | SFS nach Sevilla            | SFS nach Sevilla            |
| Brücke über Wasserlauf | 5.8                  | Río Guadalquivir            | Río Guadalquivir            |
| Überleitstelle / Spurwechsel | 7.7                  | La Marota                   | La Marota                   |
| Brücke | 8.8                  | La Marota                   | La Marota                   |
| Brücke | 11.6                 | Guadalmazar                 | Guadalmazar                 |
| Dienststation / Betriebs- oder Güterbahnhof | 34.6                 | Santaella                   | Santaella                   |
| Brücke über Wasserlauf | 37.8                 | Arroyo del Salado           | Arroyo del Salado           |
| Brücke über Wasserlauf | 43.5                 | Río Cabra                   | Río Cabra                   |
| Brücke | 50.2                 | Ingeniero                   | Ingeniero                   |
| Brücke über Wasserlauf | 54.9                 | Río Genil                   | Río Genil                   |
| Bahnhof | 61.4                 | Puente Genil-Herrera        | 277 m                       |
| Brücke über Wasserlauf | 75.3                 | Río Yeguas                  | Río Yeguas                  |
| Strecke mit Straßenbrücke | 89.2                 | A 92                        | A 92                        |
| Tunnel | 93.1                 | Sierra Humilladero Tunnel   | Sierra Humilladero Tunnel   |
| Bahnhof | 96.6                 | Antequera-Santa Ana         | 395 m                       |
| Abzweig geradeaus, nach links und von links | 96.8                 | SFS nach Granada            | SFS nach Granada            |
| Abzweig geradeaus und nach rechts | 97.7                 | Spurwechselanlage Santa Ana | Spurwechselanlage Santa Ana |
| Brücke über Wasserlauf | 100.4                | Guadalhorce                 | Guadalhorce                 |
| Tunnel | 106.6                | Gobantes Tunnel             | Gobantes Tunnel             |
| Tunnel | 110.8                | Abdalajís Tunnel            | Abdalajís Tunnel            |
| Brücke über Wasserlauf | 118.4                | Arroyo Piedras              | Arroyo Piedras              |
| Überleitstelle / Spurwechsel | 121.4                | Alora                       | Alora                       |
| Brücke über Wasserlauf | 122.5                | Arroyo Espinazo             | Arroyo Espinazo             |
| Brücke über Wasserlauf | 123.4                | Arroyo Jevar                | Arroyo Jevar                |
| Tunnel | 125.0                | Alora                       | Alora                       |
| Tunnel | 126.5                | El Espartal Tunnel          | El Espartal Tunnel          |
| Tunnel | 128.2                | Tevilla Tunnel              | Tevilla Tunnel              |
| Tunnel | 130.4                | Gibralmora Tunnel           | Gibralmora Tunnel           |
| Tunnel | 133.3                | Cártama Tunnel              | Cártama Tunnel              |
| Brücke | 135.4                | Viaduct                     | Viaduct                     |
| Dienststation / Betriebs- oder Güterbahnhof | 149.5                | Los Prados                  | Los Prados                  |
| Tunnel | 152.8                | Tunnel in Málaga            | Tunnel in Málaga            |
| Kopfbahnhof Streckenende | 154.5                | Málaga María Zambrano       | 7 m                         |

Die Schnellfahrstrecke Córdoba–Málaga ist eine 155 km lange spanische Eisenbahn-Schnellfahrstrecke für Hochgeschwindigkeitsverkehr zwischen Córdoba und Málaga und komplettiert mit ihrer Fertigstellung die 560 km lange Verbindung in Normalspur zwischen Madrid und Málaga. Seit dem 23. Dezember 2007 ist sie komplett in Betrieb.
Sie ist für eine Höchstgeschwindigkeit von 350 km/h ausgelegt, es werden aber nur maximal 300 km/h gefahren. Die neun Tunnels haben eine Gesamtlänge von 25 km.

## Verlauf
Die Strecke zweigt etwa 15 km hinter Córdoba bei Villarrubia de Córdoba von der Schnellfahrstrecke Madrid–Sevilla ab. Die Neubaustrecke verläuft in südlicher Richtung und erreicht nach 61,4 km den neuen Bahnhof Puente Genil-Herrera, der acht Kilometer südlich von Puente Genil angelegt wurde. Die Strecke nimmt einen südöstlichen Verlauf, bevor nach 96,6 km der neue Bahnhof Antequera-Santa Ana erreicht wird. Hier entstand auch eine Spurwechselanlage.
Südlich von Antequera-Santa Ana steigt die Strecke in Richtung Sierra del Chimenea in mehreren Tunneln an, bevor sie Richtung Málaga entlang der Bestandsstrecke abfällt.

## Geschichte

### Hintergrund
Die Reisezeit zwischen Madrid und Málaga lag Ende 1989 bei acht bis neun Stunden, aufgrund dieser Fahrzeit verkehrte zusätzlich ein Nachtzugpaar. Fünf Zugpaare verbanden die beiden Städte je Werktag.
Der Nachtverkehr wurde 1992 eingestellt. Bevor die Neubaustrecke in voller Länge eröffnet wurde, gab es Ende 2007 noch drei Zugpaare pro Tag zwischen beiden Städten. Die seit 1992 als Talgo 200 gefahrenen Züge mit umspurbaren Einheiten der Bauart Talgo 6, die zwischen Madrid und Córdoba die regelspurige Schnellfahrstrecke benutzten, erreichten eine Reisezeit von rund vier Stunden. Für diese Züge wurde eine direkte Verbindungsstrecke zur bestehenden Breitspurstrecke nach Málaga mit einer Spurwechselanlage im Westen von Córdoba errichtet, die nach der Inbetriebnahme der Schnellfahrstrecke wieder abgebaut wurde.

### Bau
Die Bauarbeiten wurden am 25. Juli 2001, zwischen Fuente Palmera und Santaella, aufgenommen und machten in flachem Terrain rasche Fortschritte. Die Bauarbeiten für die 50 km zwischen Antequera und Málaga begannen erst im März 2002.
Am 24. September 2004 wurde das letzte, 4,5 km lange, Teilstück in Málaga ausgeschrieben.
Im Nordabschnitt, bei Antequera-Santa, wurde am 29. November 2004 die erste Schiene der Strecke verlegt.
Im März 2005 bohrte eine beim Bau des Abdalajís-Tunnel eingesetzte Tunnelbohrmaschine einen Tiefbrunnen an, der die Städte Las Fresnedas und Valle de Abdalajís mit Wasser versorgte. Über mehrere Monate mussten beide Städte per Straßentransport mit Trinkwasser versorgt werden. Die unterirdischen Wasseraustritte lagen noch zwei Jahre später bei 60 Litern pro Sekunde. Während sich die Reparatur schwierig gestaltete, kam der Wasserhaushalt in der Region durcheinander.
Bis Mitte Juli 2007 waren, nach offiziellen Angaben der ADIF, 93,5 % der Strecke fertiggestellt gewesen. Der Fertigstellung entgegen standen im Wesentlichen noch der Abdalajís-Tunnel und die Einführung in den neuen Endbahnhof María Zambrano in Málaga, wo die Arbeiten an einem 1350 m langen Tunnel aufgrund von Treibstoffrückständen im Boden wesentlich langsamer als geplant vorangingen. An beiden Stellen waren im September 2007 jeweils rund 400 Menschen beschäftigt.
Die Baukosten lagen 2,539 Milliarden Euro. Davon 823 wurden Millionen Euro aus dem Strukturfonds der Europäischen Union getragen.

### Inbetriebnahme
Am 10. Juni 2006 wurde die Oberleitung im Nordabschnitt, zwischen dem Abzweig zur Neubaustrecke Madrid–Sevilla und Almodóvar del Rio, unter Strom gesetzt. Wenig später begannen Testfahrten in diesem Abschnitt, bis zur Spurwechselanlage bei Bobadilla.
Der Eröffnung des Nordabschnitts der Strecke, am 16. Dezember 2006, wohnte unter anderem der spanische Ministerpräsident Zapatero bei. Die Reisezeit zwischen Málaga und Madrid verkürzte sich damit um 20 Minuten, bei einer kürzesten Fahrzeit von drei Stunden und 48 Minuten. Von wesentlichen Fahrzeitverkürzungen profitierten, abseits der Neubaustrecke, auch Granada und Algeciras.
Am 23. Dezember 2007 wurde mit dem 55 km langen Abschnitt zwischen Antequera und Málaga das letzte Teilstück der Strecke vom spanischen Ministerpräsidenten Zapatero eröffnet. Der Einweihungszug, eine Doppeleinheit von Triebzügen der Renfe-Reihe 103, verließ am 23. Dezember 2007 um 10 Uhr den Bahnhof Madrid-Atocha. Nach einem kurzen Zwischenstopp in Córdoba wurde Málaga um 12:33 Uhr erreicht. Mit der Aufnahme des Regelbetriebs wurde die Zahl der täglichen Zugpaare zwischen Madrid und Málaga von sechs auf elf erhöht, die kürzeste Fahrzeit lag bei 150 Minuten. Im ersten Betriebsmonat nutzten 106.190 Fahrgäste die neuen Züge, 42 Prozent mehr als in derselben Vorjahresperiode. Die Pünktlichkeitsquote erreichte im Januar 2008 einen Wert von 98,74 Prozent.
Auf der Bestandsstrecke verbleiben Regional- und Fernverkehr auf mittleren Entfernungen sowie Güterverkehr.

### Zweigstrecke nach Granada
Am 25. Juni 2019 wurde die  122 Kilometer lange Schnellfahrstrecke nach Granada in Betrieb genommen, die bei Antequera von der bestehenden Strecke abzweigt. An der Strecke nach Granada wurde seit 2008 gebaut. Sie verläuft durch sieben Tunnel und über 31 Viadukte. Bei der Inbetriebnahme war die Strecke teilweise nur eingleisig. Im Bereich der Stadt Loja soll noch eine 22 Kilometer lange Umfahrung entstehen. Bis dahin nutzen die Züge dort die konventionelle Strecke, die dafür mit einem Dreischienengleis ausgerüstet worden ist.

## Betrieb
Für die 560 km lange Strecke Madrid–Málaga benötigen Züge statt bisher vier nur noch (je nach Anzahl der Zwischenhalte) zweieinhalb bis drei Stunden. Dabei sollen überwiegend Triebzüge der Renfe-Reihe 103 verkehren. Zur Betriebsaufnahme verkehren täglich neun bis 13 Zugpaare auf der neuen Strecke.
Der Bahnhof von Puente Genil wird von drei Zugpaaren täglich mit Madrid verbunden, bei einer Reisezeit von 143 Minuten. Der Bahnhof Antequera-Santa Ana wird von fünf Zugpaaren täglich bedient; die Reisezeit von und nach Madrid liegt bei 146 Minuten. Dieseltriebzüge binden über die Spurwechselanlage Antquera außerdem Algeciras (rund 325 Minuten von Madrid) und Granada (275 Minuten) an. (Alle Daten: Stand 2008)
Ende 2007 erwartete RENFE 1,7 Millionen Reisende zwischen Madrid und Málaga für das Jahr 2008 und mehr als zwei Millionen im Jahr 2009. 35 Prozent der Flugreisenden auf dieser Relation sollten den Planungen zufolge auf die Schiene umsteigen.
In den ersten vier Monaten nach vollständiger Fertigstellung der Schnellfahrstrecke lag die durchschnittliche Auslastung der AVE-Züge bei 59 Prozent. Rund 70 Prozent der Reisenden nutzen die Strecke am Wochenende.
Der Marktanteil der RENFE zwischen Madrid und Málaga liegt bei 60 Prozent (Stand: Anfang 2009).

### Ausblick
Eine zukünftige Strecke soll Málaga über die Verlängerung der Bahnstrecke Málaga–Fuengirola mit Marbella und Estepona verbinden. Die weitgehend in Tunneln geführte Linie soll für eine Höchstgeschwindigkeit von 250 km/h ausgelegt sein.

## Technik
Als Zugbeeinflussungssysteme kommen ASFA und LZB zum Einsatz. Die Einrichtung von ETCS war zunächst vorbereitet. Die Strecke wurde zunächst mit ETCS Level 1 ausgerüstet, später folgte ETCS Level 2. Die parallele Betrieb der Zugbeeinflussungssysteme LZB, ETCS Level 1 und ETCS Level 2 führt zu besonderen betrieblichen Regeln.